# The Palisades (Hudson River)
The Palisades, auch: New Jersey Palisades, Hudson River Palisades, sind eine Reihe von hohen Klippen entlang des Westufers des unteren Hudson River in der Gateway Region von New Jersey und Downstate New York in den Vereinigten Staaten. Die Kliffs ziehen sich vom Nordrand von Jersey City etwa 32 km nach Norden bis in die Nähe von Nyack und sichtbar bis nach Haverstraw, New York. Sie erheben sich nahezu senkrecht aus dem Ufer des Flusses und erreichen Höhen von 90 m (300 ft) bei Weehawken und steigen von da allmählich an, bis sie an ihrem Nordende 165 m (540 ft) Höhe erreichen. Nördlich von Fort Lee stehen die Palisades als Teil des Palisades Interstate Park unter Naturschutz und sind ein National Natural Landmark.
Die Palisades gehören zu den dramatischsten geologischen Formationen in der Umgebung von New York City. Sie bilden einen Canyon für den Hudson nördlich der George Washington Bridge und bieten spektakuläre Ausblicke auf die Skyline von Manhattan. Sie gehören zum Newark Basin, einem Spaltenbecken auf dem Gebiet von New Jersey.

## Name
Die Bezeichnung „Palisade“ ist abgeleitet von dem lateinischen Wort palus (dt. Stange). Eine „Palisade“ ist gewöhnlich ein Verteidigungszaun aus Holzstämmern oder Stangen. Die Lenape bezeichneten die Klippen als „Felsen, die aussehen wie eine Reihe von Bäumen“, ein Wort aus dem der heutige Name „Weehawken“ entstand, der Name der Stadt in New Jersey, die auf der Anhöhe über den Klippen liegt, auf der gegenüberliegenden Seite von Midtown Manhattan.

## Geologie
Die Basalt-Kliffs sind die Kante eines Diabas-Lagergangs (sill), der sich vor ca. 200 Mio. Jahren gebildet hat und gehören zur Central Atlantic Magmatic Province. Am Ende der Trias drang Magma in einem Bruch des Sandsteins nach oben. Die Gesteinsschmelze kühlte ab, bevor sie die Oberfläche erreichte. Erosion trug den Sandstein der Umgebung ab und hinterließ die Säulenförmigen Strukturen des härteren Basalt, die heute die Klippen bilden. Die Schichten, die die Klippen bilden, sind etwa 100 m (300 ft) dick und erreichten ursprünglich vielleicht eine Stärke von 300 m.
Das massive Artensterben an der Perm-Trias-Grenze („Great Dying“) fällt zusammen mit der Bildung der Hudson Palisades. Zu gleicher Zeit ereigneten sich auch die flutartigen Basaltergüsse, die zur Entstehung des Sibirischen Trapps führten, wobei 2.000.000 km² mit Lava überschwemmt wurden.
Der Geologe Franklyn Van Houten führte im Newark Basin bahnbrechende Untersuchungen durch. Er entdeckte ein zusammenhängendes geologisches Muster in dessen Ablauf die Wasserspiegel verschiedener Seen anstiegen und wieder sanken. Dieser Zyklus ist heute als „Van Houten-Zyklus“ bekannt.

## Geschichte

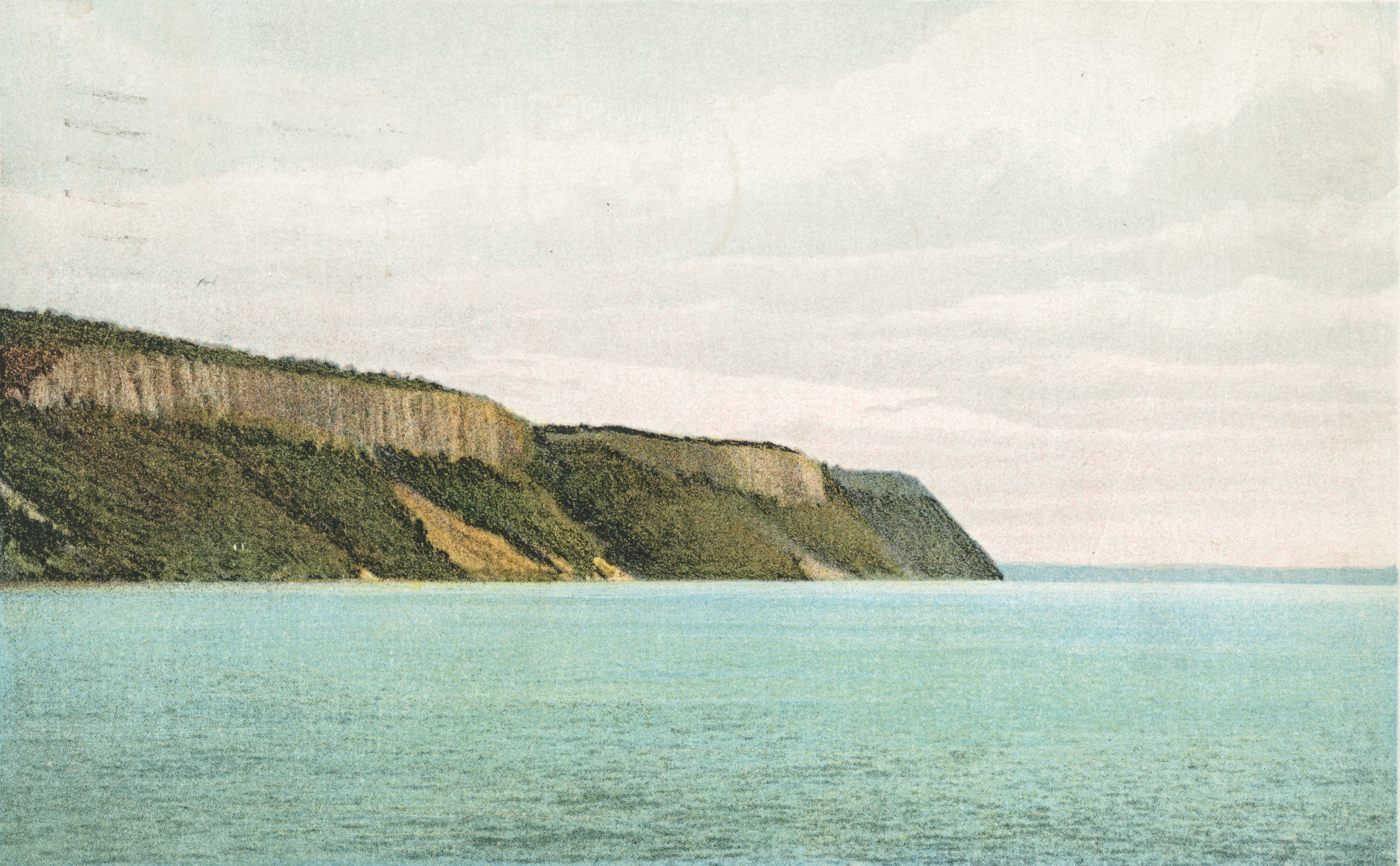
Kolorierte Postkarte der Palisades, ca. 1898.

„The Palisades“ tauchen schon auf der ersten europäischen Karte der Neuen Welt von Gerardus Mercator auf, die dieser 1541 anhand der Beschreibungen von Giovanni da Verrazzano erstellt hatte. Verrazzano beschrieb die Palisades als „Zaun von Pfählen“.
In den Anfängen der Amerikanischen Revolution landete der britische Kommandant Lord Charles Cornwallis am Closter Dock Landing eine Truppe an. Am 20. November 1776 entstiegen 2.500 bis 5.000 Soldaten den Schiffen. Er versuchte einen Überraschungsangriff auf George Washington zu führen und die Rebellion zu zerschlagen noch vor der Niederlage der Amerikaner bei der Schlacht von Long Island und der Schlacht von Fort Washington. Cornwallis führte seine Männer über die steilen Palisades und Südwärts durch das Northern Valley. Washington, der zu der Zeit bei Fort Lee stationiert war, wurde durch einen unbekannten Patriot auf dem Pferderücken benachrichtigt, der nur als der „Closter Rider“ bekannt ist. Washington floh daraufhin nach Westen durch Englewood und über den Hackensack River. Der Vorfall ist bekannt als „Washington’s Retreat“.
The Palisades waren auch Austragungsort von 18 dokumentierten und möglicherweise einigen weiteren undokumentierten Duellen zwischen 1798 und 1845. Das berühmteste davon war das „Burr–Hamilton-Duell“ zwischen Alexander Hamilton und Aaron Burr, das am 11. Juli 1804 in den Heights of Weehawken stattfand.
Nach dem Bürgerkrieg wurden die Klippen intensiv als Werbeflächen für „Patent medicines“ (Wundermittel) und andere ähnliche Produkte verwendet. Die Werbeplakate wurden mit bis zu 6,1 m (20 ft) hohen Buchstaben auf den Fels geschrieben.
Im 19. Jahrhundert wurden die Felsen intensiv durch Steinbrüche verändert. Man baute die Klippen ab um Schotter für die Bettung von Eisenbahntrassen zu gewinnen. Damit setzten aber auch die ersten lokalen Bemühungen um den Schutz der Formation ein. In den 1890ern gab es mehrere erfolglose Versuche, die Anhöhe als Forest Preserve auszuweisen. Aus Angst, dass sie bald ihr Geschäft verlieren könnten, arbeiteten die Steinbruchgesellschaften umso schneller. Allein im März 1898 wurden mehr als drei Tonnen Dynamit aufgewandt um Washington Head und Indian Head in Fort Lee zu sprengen, wodurch mehrere Millionen Basaltsplitt erzeugt wurden. Im folgenden Jahr endlich führte eine Kampagne der New Jersey Federation of Women’s Clubs zur Gründung der Palisades Interstate Park Commission unter der Leitung von George W. Perkins. Perkins erhielt die Vollmacht, Land zwischen Fort Lee und Piermont, New York zu erwerben. Die Vollmacht wurde 1906 bis nach Stony Point, New York erweitert.

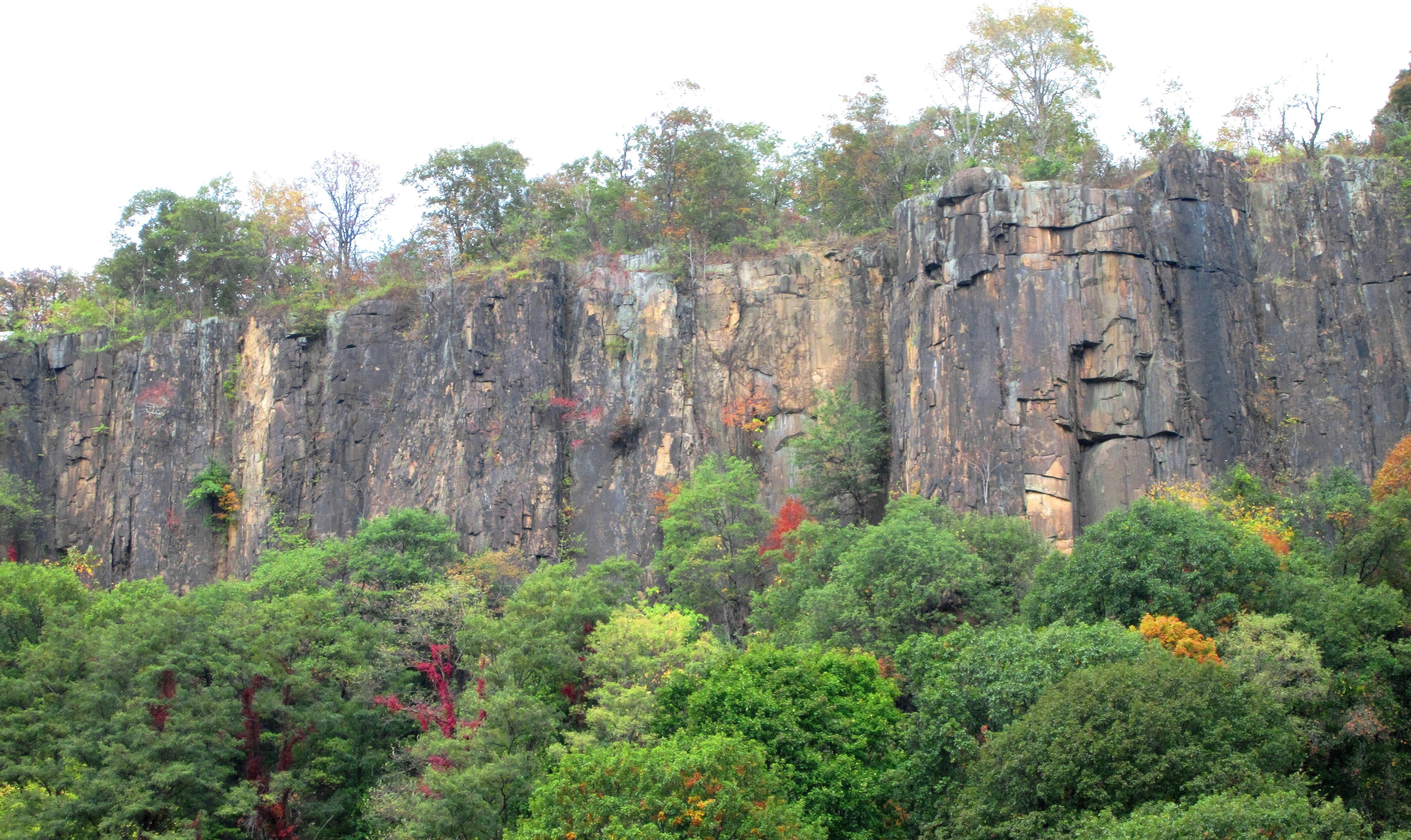
Die Palisades vom Ross Dock Picnic Area in Palisades Interstate Park aus gesehen.

1908 veröffentlichte der Staat New York Pläne das Sing Sing Prison nach Bear Mountain zu verlegen. Arbeiten begannen im Gebiet des Highland Lake (Hessian Lake) und im Januar 1909 erwarb der Staat ein Areal am Bear Mountain mit 740 Acre (3 km²). Umweltschützer, die von der Arbeit der Palisades Interstate Park Commission ermutigt worden waren, arbeiteten erfolgreich an der Schaffung des Highlands of the Hudson Forest Preserve. Trotzdem wurde das Gefängnisprojekt fortgesetzt. Mary Averell Harriman, deren Ehemann, der Präsident der Union Pacific Railroad E. H. Harriman, im September 1909 verstarb, bot dem Staat weitere 10.000 Acre (40 km²) und $ 1 Mio. an für die Gründung eines State Park. George Walbridge Perkins, der zu dieser Zeit Präsident der Palisades Interstate Park Commission war (1900–1920), und mit dem sie zusammengearbeitet hatte, brachte weitere $1,5 Mio. von Spendern wie John D. Rockefeller und J. P. Morgan zusammen. Der Staat New York hatte dazu weitere $2,5 Mio. gesammelt und der Staat New Jersey weitere $500.000, mit denen der Henry Hudson Drive gebaut wurde (die Vorläufer-Straße des Palisades Interstate Parkway von 1947). Letztendlich wurde die Verlegung des Sing Sing abgeblasen.
In den 1910ern, als Fort Lee Zentrum der Filmproduktion war, wurden die Kliffs häufig als Filmkulissen verwendet. Der berühmteste Film, der dort entstanden ist, war The Perils of Pauline, eine Filmserie, durch welche der Begriff „Cliffhanger“ populär wurde.
Im Oktober 1931, nach vier Jahren Bauzeit, wurde die George Washington Bridge eröffnet, die seither Upper Manhattan und Fort Lee verbindet.
Am 28. April 1940 kündigte die Boy Scout Foundation of Greater New York die Schenkung von 723 Acre durch John D. Rockefeller, Jr. an, womit ein Wochenend-Camp für Pfadfinder der New York City Boy Scouts geschaffen werden sollte.
Im Juni 1983 wurden die Palisades vom National Park Service zum National Natural Landmark erklärt.
Am 12. Mai 2012 verursachte ein Steinschlag mit etwa 10.000 Tonnen südlich der Staatsgrenze eine 160 m (520 ft) breite Scharte in den Kliffs.
Palisades ist heute Teil des „Palisades Interstate Park“, eines beliebten Wanderziels. Zu dem Schutzgebiet gehören darüber hinaus auch Harriman-Bear Mountain State Park, Minnewaska State Park Preserve und verschiedene weitere Parks und historische Orte.
Am 23. Juni 2015 kündigten die Verantwortlichen des südkoreanischen Konzerns LG Group an, dass der Bau des geplanten neuen Hauptsitzes für Nordamerika in Englewood Cliffs, New Jersey, abgeändert werden solle. Ursprünglich sollte das Gebäude eine Höhe von 143 ft (44 m) erreichen, wodurch die Silhouette der Baumkronen auf der Höhe der Kliffs durchbrochen worden wäre. Die neuen Pläne sahen vor, dass das Gebäude nur noch 21 m (69 ft) Höhe erreichen soll, wodurch das Landschaftsbild gewahrt werden soll. Das Gebäude war von einer ganzen Reihe von Naturschutzgruppen und Politikern kritisiert worden, unter anderem vier ehemaligen Gouverneuren von New Jersey.

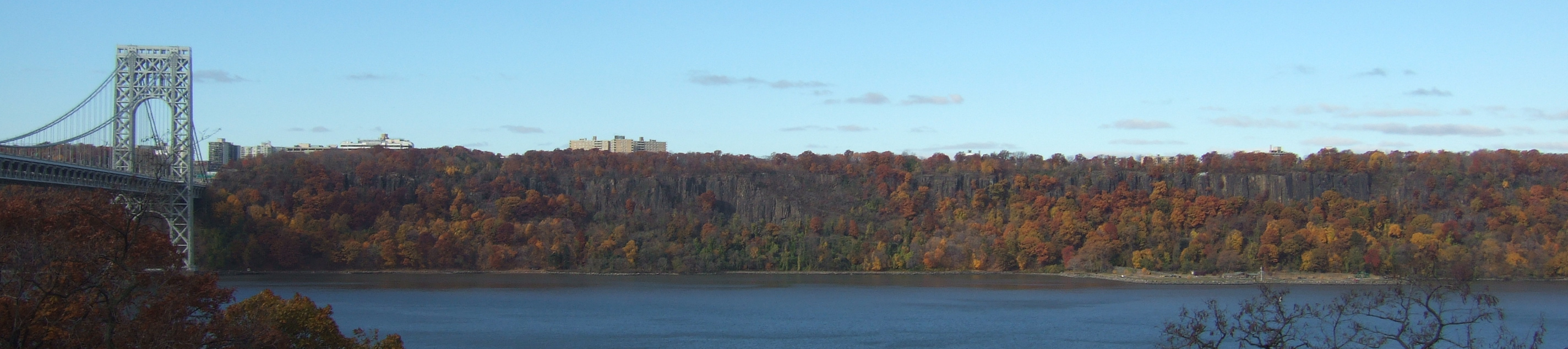
The Palisades, mit Herbstfärbung. Links die George Washington Bridge.